# Emil Holmdahl

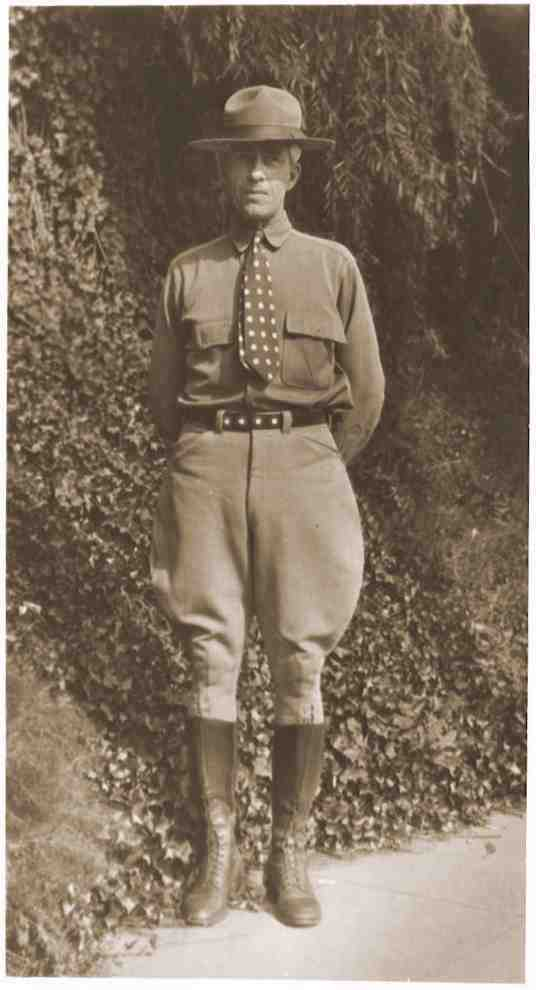
Emil Holmdahl

Emil Lewis Holmdahl (Fort Dodge, 1883 - Van Nuys, 4 april 1963) was een Amerikaans militair en avonturier.
Holmdahl sloot zich aan bij het Amerikaanse leger om in de Filipijns-Amerikaanse Oorlog te vechten. Na deze oorlog zwaaide hij af en trok hij naar Honduras om zich aan te sluiten bij de opstand van de filibuster Lee Christmas. In 1909 trok hij naar Mexico om zich bij de rurales onder Emilio Kosterlitzky aan te sluiten, om te strijden tegen de revolutionairen van Francisco I. Madero. Na de inname van Ciudad Juárez door Madero in 1911 stapte hij over naar Madero en vervolgens bij de Divisie van het Noorden van Pancho Villa. Holmdahl keerde terug naar de Verenigde Staten en werd in 1916 wegens zijn kennis van de omstandigheden in Mexico aangewezen als gids in het Amerikaanse leger tijdens de Pancho Villa-expeditie en vocht later in Europa tijdens de Eerste Wereldoorlog.
In 1926 keerde Holmdahl terug naar Mexico waar hij werd gearresteerd wegens grafschennis. Holmdahl zou de schedel van Pancho Villa ontvreemd te hebben.